# Marwar Junction
Marwar Junction è una suddivisione dell'India, classificata come census town, di 10.530 abitanti, situata nel distretto di Pali, nello stato federato del Rajasthan. In base al numero di abitanti la città rientra nella classe IV (da 10.000 a 19.999 persone).

## Geografia fisica
La città è situata a 24° 46' 59 N e 71° 45' 51 E.

## Società

### Evoluzione demografica
Al censimento del 2001 la popolazione di Marwar Junction assommava a 10.530 persone, delle quali 5.461 maschi e 5.069 femmine. I bambini di età inferiore o uguale ai sei anni assommavano a 1.698, dei quali 888 maschi e 810 femmine. Infine, coloro che erano in grado di saper almeno leggere e scrivere erano 6.828, dei quali 4.171 maschi e 2.657 femmine.